# مگنوس لیدهال
مگنوس لیدهال (انگلیسی: Magnus Lidehäll؛ زادهٔ ۱۰ ژوئن ۱۹۸۵) ترانه‌سرا، تهیه‌کننده اهل سوئد است. وی از سال ۲۰۰۲ میلادی تاکنون مشغول فعالیت بوده‌است.